# Лазерный диод
Лазерный диод — полупроводниковый лазер, построенный на базе диода. Его работа основана на возникновении инверсии населённостей в области p-n-перехода при инжекции носителей заряда.

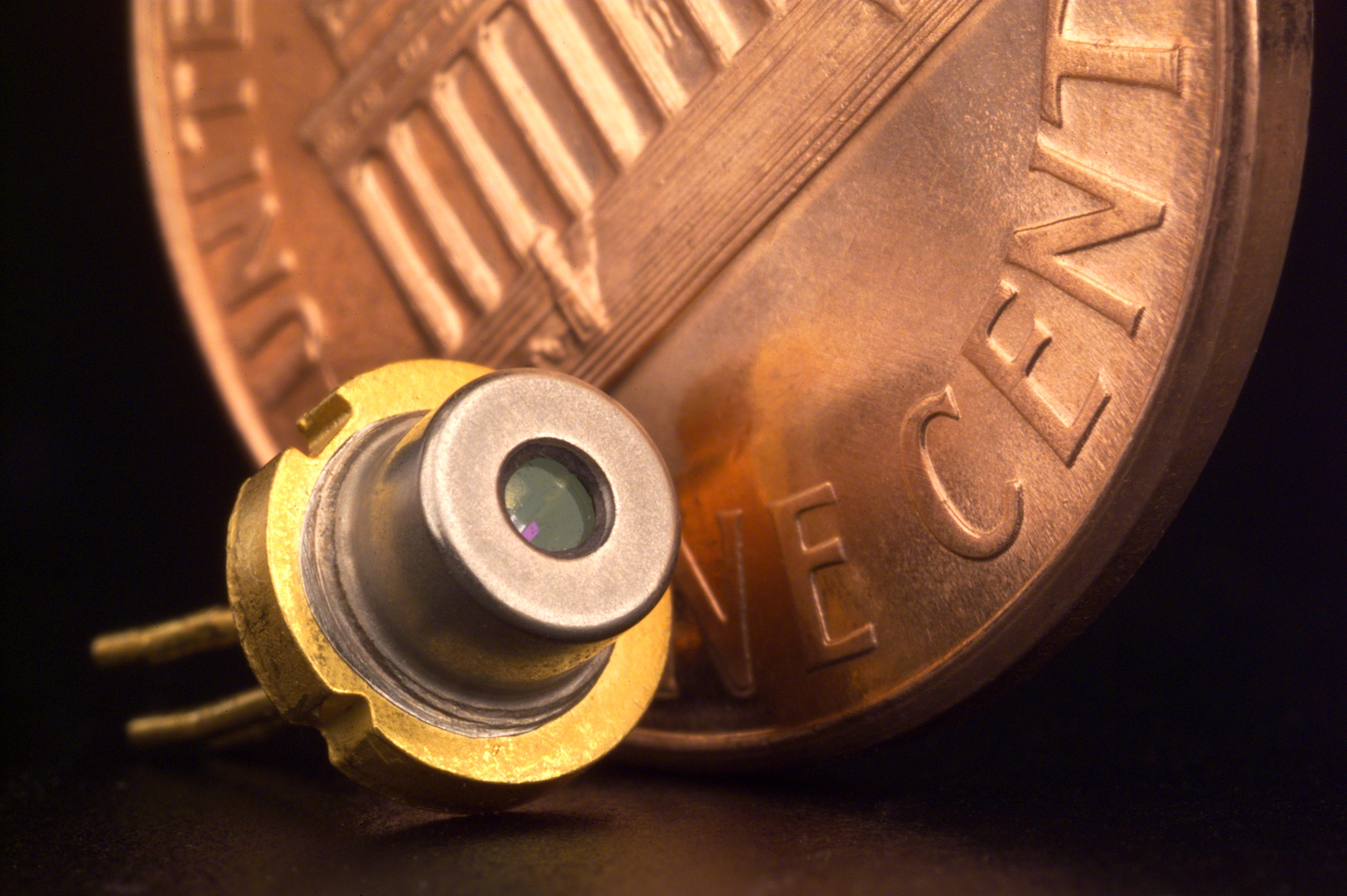
Лазерный диод

## Принцип действия

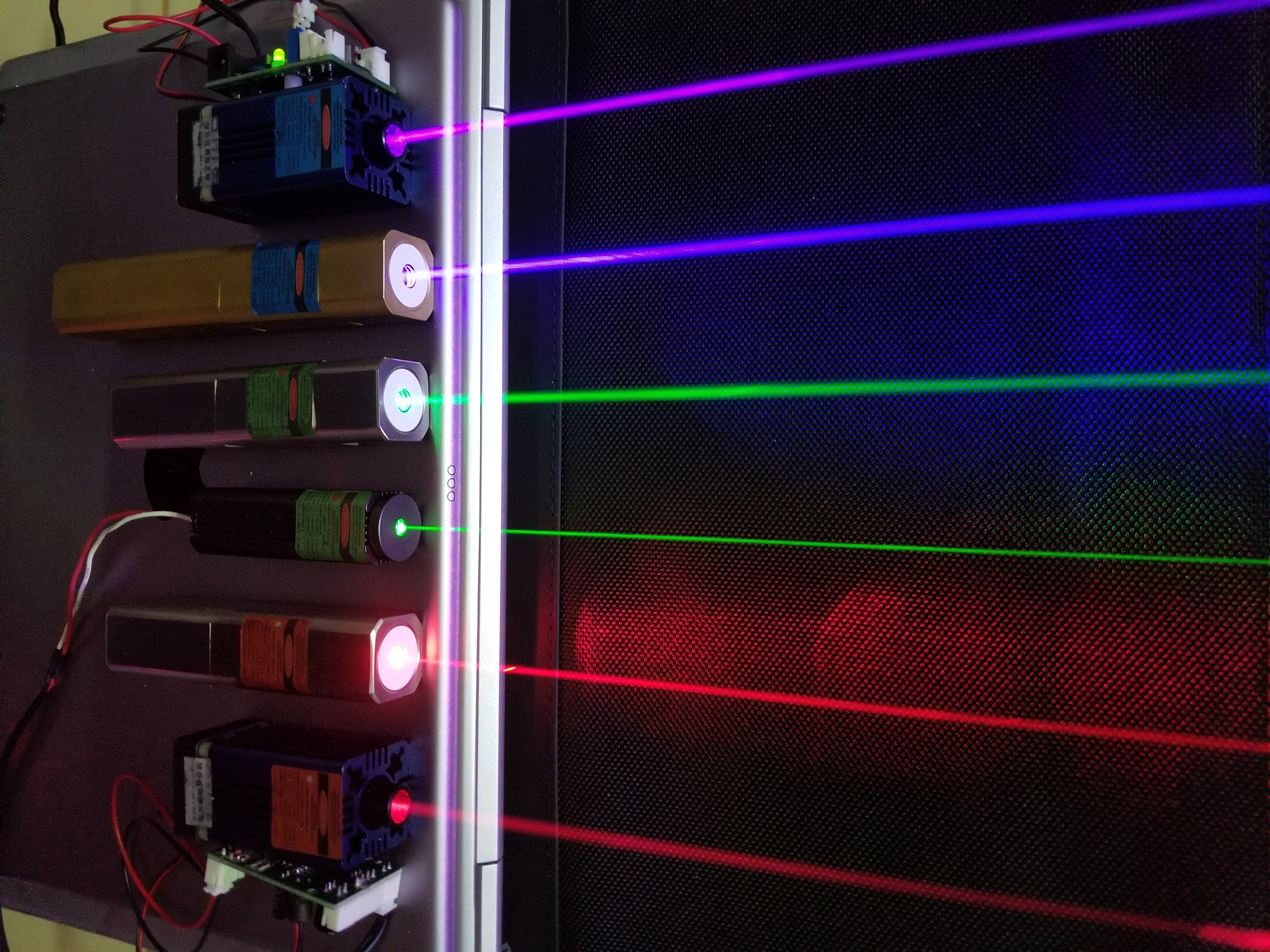
Диодные лазеры различных длин волн

Когда на анод обычного диода подаётся положительный потенциал, то говорят, что диод смещён в прямом направлении. При этом электроны из n-области инжектируются в p-область, а дырки из p-области инжектируются в n-область p-n-перехода полупроводника. Если электрон и дырка оказываются «вблизи» (на расстоянии, когда возможно туннелирование), то они могут рекомбинировать с выделением энергии в виде фотона определённой длины волны (в силу сохранения энергии) и фонона (в силу сохранения импульса, потому что фотон уносит импульс). Такой процесс называется спонтанным излучением и является основным источником излучения в светодиодах.
Однако, при определённых условиях, электрон и дырка перед рекомбинацией могут находиться в одной области пространства достаточно долгое время (до микросекунд). Если в этот момент через эту область пространства пройдёт фотон нужной (резонансной) частоты, он может вызвать вынужденную рекомбинацию с выделением второго фотона, причём его направление, вектор поляризации и фаза будут в точности совпадать с теми же характеристиками первого фотона.
В лазерном диоде полупроводниковый кристалл изготавливают в виде очень тонкой прямоугольной пластинки. Такая пластинка по сути является оптическим волноводом, где излучение ограничено в относительно небольшом пространстве. Верхний слой кристалла легируется для создания n-области, а в нижнем слое создают p-область. В результате получается плоский p-n-переход большой площади. Две боковые стороны (торцы) кристалла полируются для образования гладких параллельных плоскостей, которые образуют оптический резонатор, называемый резонатором Фабри-Перо. Случайный фотон спонтанного излучения, испущенный перпендикулярно этим плоскостям, пройдёт через весь оптический волновод и несколько раз отразится от торцов, прежде чем выйдет наружу. Проходя вдоль резонатора, он будет вызывать вынужденную рекомбинацию, создавая новые и новые фотоны с теми же параметрами, и излучение будет усиливаться (механизм вынужденного излучения). Как только усиление превысит потери, начнётся лазерная генерация.
Лазерные диоды могут быть нескольких типов. У основной их части слои сделаны очень тонкими, и такая структура может генерировать излучение только в направлении, параллельном этим слоям. С другой стороны, если волновод сделать достаточно широким по сравнению с длиной волны, он сможет работать уже в нескольких поперечных модах. Такой диод называется многомодовым (англ. «multi-mode»). Применение таких лазеров возможно в тех случаях, когда от устройства требуется высокая мощность излучения и не ставится условие хорошей сходимости луча (то есть допускается его значительная расходимость). Такими областями применений являются печатающие устройства, химическая промышленность, накачка других лазеров. С другой стороны, если требуется хорошая фокусировка луча, ширина волновода должна изготавливаться сравнимой с длиной волны излучения. Здесь уже ширина луча будет определяться только пределами, накладываемыми дифракцией. Такие устройства применяются в оптических запоминающих устройствах, лазерных целеуказателях, а также в волоконной технике. Следует, однако, заметить, что такие лазеры не могут поддерживать несколько продольных мод, то есть не могут излучать на разных длинах волн одновременно.
Длина волны излучения лазерного диода зависит от ширины запрещённой зоны между энергетическими уровнями p- и n-областей полупроводника.
В связи с тем, что излучающий элемент достаточно тонок, луч на выходе диода, вследствие дифракции, практически сразу расходится. Для компенсации этого эффекта и получения тонкого луча необходимо применять собирающие линзы. Для многомодовых широких лазеров наиболее часто применяются цилиндрические линзы. Для одномодовых лазеров при использовании симметричных линз сечение луча будет эллиптическим, так как расхождение в вертикальной плоскости превышает расхождение в горизонтальной. Нагляднее всего это видно на примере луча лазерной указки.
В простейшем устройстве, которое было описано выше, невозможно выделить отдельную длину волны, исключая значение, характерное для оптического резонатора. Однако в устройствах с несколькими продольными модами и материалом, способным усиливать излучение в достаточно широком диапазоне частот, возможна работа на нескольких длинах волн. Во многих случаях, включая большинство лазеров с видимым излучением, они работают на единственной длине волны, которая, однако обладает сильной нестабильностью и зависит от множества факторов — изменения силы тока, внешней температуры и т. д. В последние годы описанная выше конструкция простейшего лазерного диода подвергалась многочисленным усовершенствованиям, чтобы устройства на их основе могли отвечать современным требованиям.

## Виды лазерных диодов
Конструкция лазерного диода, описанная выше, имеет название «диод с n-p гомоструктурой», смысл которого станет понятен чуть позже. Такие диоды крайне неэффективны. Они требуют такой большой входной мощности, что могут работать только в импульсном режиме; в противном случае они быстро перегреваются. Несмотря на простоту конструкции и историческую значимость, на практике они не применяются.

### Лазеры на двойной гетероструктуре
В этих устройствах слой материала с более узкой запрещённой зоной располагается между двумя слоями материала с более широкой запрещённой зоной. Чаще всего для реализации лазера на основе двойной гетероструктуры используют арсенид галлия (GaAs) и арсенид алюминия-галлия (AlGaAs). Каждое соединение двух таких различных полупроводников называется гетероструктурой, а устройство — «диод с двойной гетероструктурой» (ДГС). В англоязычной литературе используются названия «double heterostructure laser» или «DH laser».  Описанная в начале статьи конструкция называется «диод на гомопереходе» как раз для иллюстрации отличий от данного типа, который сегодня используется достаточно широко.
Преимущество лазеров с двойной гетероструктурой состоит в том, что область сосуществования электронов и дырок («активная область») заключена в тонком среднем слое. Это означает, что много больше электронно-дырочных пар будут давать вклад в усиление — не так много их останется на периферии в области с низким усилением. Дополнительно, свет будет отражаться от самих гетеропереходов, то есть излучение будет целиком заключено в области максимально эффективного усиления.

### Диод с квантовыми ямами
Если средний слой диода ДГС сделать ещё тоньше, такой слой начнёт работать как квантовая яма. Это означает, что в вертикальном направлении энергия электронов начнёт квантоваться. Разница между энергетическими уровнями квантовых ям может использоваться для генерации излучения вместо потенциального барьера. Такой подход очень эффективен с точки зрения управления длиной волны излучения, которая будет зависеть от толщины среднего слоя. Эффективность такого лазера будет выше по сравнению с однослойным лазером благодаря тому, что зависимость плотности электронов и дырок, участвующих в процессе излучения, имеет более равномерное распределение.

### Гетероструктурные лазеры с раздельным удержанием
Основная проблема гетероструктурных лазеров с тонким слоем — невозможность эффективного удержания света. Чтобы преодолеть её, с двух сторон кристалла добавляют ещё два слоя. Эти слои имеют меньший коэффициент преломления по сравнению с центральными слоями. Такая структура, напоминающая световод, более эффективно удерживает свет. Эти устройства называются гетероструктурами с раздельным удержанием («separate confinement heterostructure», SCH)
Большинство полупроводниковых лазеров, произведённых с 1990 года, изготовлено по этой технологии.

### Лазеры с распределённой обратной связью
Лазеры с распределённой обратной связью (РОС) чаще всего используются в системах многочастотной волоконно-оптической связи. Чтобы стабилизировать длину волны, в районе p-n-перехода создаётся поперечная насечка, образующая дифракционную решётку. Благодаря этой насечке, излучение только с одной длиной волны возвращается обратно в резонатор и участвует в дальнейшем усилении. РОС-лазеры имеют стабильную длину волны излучения, которая определяется на этапе производства шагом насечки, но может незначительно меняться под влиянием температуры. Такие лазеры — основа современных оптических телекоммуникационных систем.

### VCSEL
VCSEL — «поверхностно-излучающий лазер с вертикальным резонатором» — полупроводниковый лазер, излучающий свет в направлении, перпендикулярном поверхности кристалла, в отличие от обычных лазерных диодов, излучающих в плоскости, параллельной поверхности.

### VECSEL
VECSEL — «поверхностно-излучающий лазер с вертикальным внешним резонатором». Аналогичен по своему устройству VCSEL, но имеющий внешний резонатор. Может исполняться как с токовой, так и с оптической накачкой.

## Типы корпусов для лазерных диодов
Широкое распространение лазерных диодов привело к появлению большого разнообразия корпусов, специализированных для определённых применений. Официальных стандартов по данному вопросу не существует, однако иногда крупные производители заключают соглашения об унификации корпусов.
Кроме того, существуют услуги по корпусированию излучателей по требованиям заказчика, поэтому перечислить всё разнообразие корпусов затруднительно (miniBUT, miniDIL и т. д.).
Точно так же и распиновка контактов в знакомом корпусе может оказаться уникальной, поэтому назначение пинов перед покупкой у нового производителя всегда следует перепроверять. Также не следует ассоциировать внешний вид с длиной волны излучения, так как на практике излучатель с практически любой (в рамках ряда) длиной волны может быть установлен в любой из корпусов.
Основные элементы лазерного модуля:
- излучатель
- термистор
- элемент Пельтье
- фотодиод
- коллимирующая линза
- оптический изолятор

Ниже перечислены корпуса, наиболее распространенные среди производителей.

### С открытым излучением на выходе

#### TO-CAN
Корпусы данного типа предназначены для малого и среднего диапазона мощности излучения (до 250 мВт), так как не обладают специализированными теплоотводными поверхностями. Размеры варьируются от 3,8 до 10 мм. Число ножек — от 3 до 4, коммутированы они могут быть различным образом, приводя в 8 типам распиновок.

### С волоконным выходом

#### DIL — Dual-In-Line

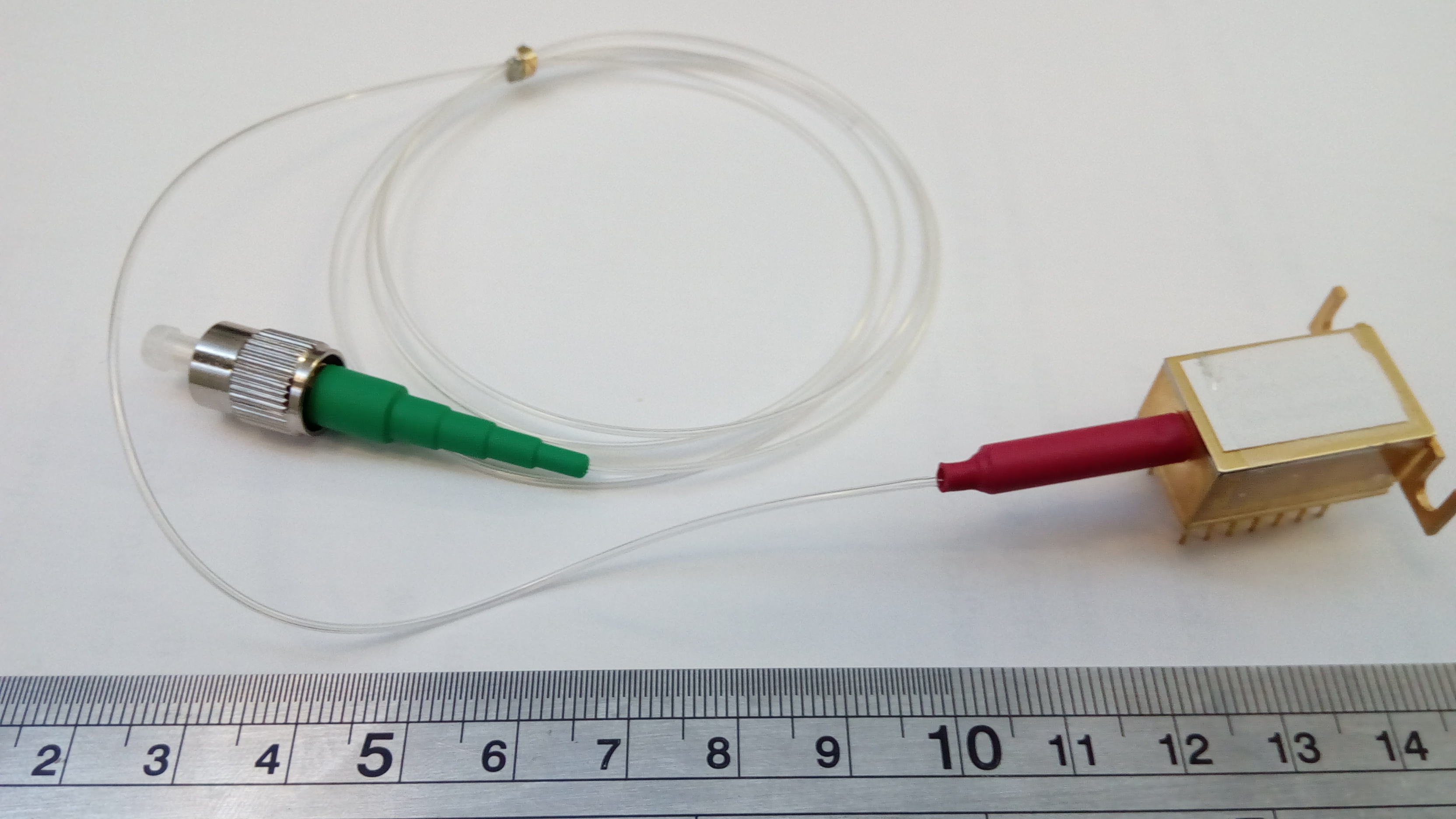
Лазерный диод в корпусе DIL и FC/APC-коннектором

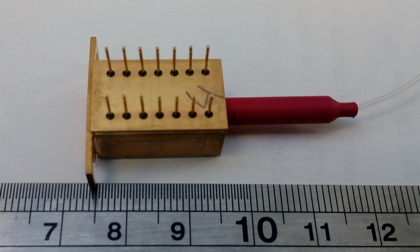
Лазерный диод в корпусе DIL — вид снизу

Использование данного корпуса обосновано для мощностей более 10 мВт (для различных длин волн это значение заметно варьируется), когда площади поверхности полупроводника недостаточно для отведения тепла. Более эффективный отвод тепла достигается за счёт использования встроенного холодильника Пельтье, отводя тепло на противоположную по отношению к волоконному выходу грань алюминиевого корпуса. Пока температура корпуса при эксплуатации не изменяется, естественного воздушного охлаждения с поверхности достаточно. Для более мощных применений на основной теплоотводящей поверхности (противолежащей от волоконного выхода) устанавливают радиатор, для закрепления которого на корпусе предусмотрены ушки.
Расположение ножек в 2 ряда с шагом 2,54 мм позволяет наряду с впаиванием использовать разъёмные электрические соединения — колодка для электронных компонентов в корпусах DIP и колодка нулевого усилия ZIF.

#### DBUT — Dual-Butterfly
Самый распространнёный корпус для лазерных диодов с мощностями от 10 мВт до 800 мВт и более. Основное отличие-преимущество перед DIL-корпусом — более эффективный теплоотвод за счет увеличенной площади контакта элемента Пельтье с корпусом лазерного модуля — основной теплоотводящей поверхностью является нижняя. Для этого электрические выводы были перенесены на боковые грани, что усложняет организацию разъёмного соединения лазерного модуля с платой управления.

#### SBUT — Single-Butterfly
Односторонний вариант полного BUTTERFLY корпуса. Из-за вдвое меньшего количества выводов, отсутствует возможность использовать внутренний фотодиод.

## Применение лазерных диодов
Лазерные диоды — важные электронные компоненты. Они находят широкое применение как управляемые источники света в волоконно-оптических линиях связи. Также они используются в различном измерительном оборудовании, например лазерных дальномерах. Другое распространённое применение — считывание штрих-кодов. Лазеры с видимым излучением, обычно красные и иногда зелёные — в лазерных указках, компьютерных мышах. Инфракрасные и красные лазеры — в проигрывателях CD и DVD. Фиолетовые лазеры — в устройствах HD DVD и Blu-Ray. Синие лазеры — в проекторах нового поколения в качестве источника синего света и зелёного (получаемого за счёт флюоресценции специального состава под воздействием синего света). Исследуются возможности применения полупроводниковых лазеров в быстрых и недорогих устройствах для спектроскопии.
До момента разработки надёжных полупроводниковых лазеров в проигрывателях CD и считывателях штрих-кодов разработчики вынуждены были использовать небольшие гелий-неоновые лазеры.

## Драйверы лазерных диодов
С электронной точки зрения лазерный диод — это обычный диод, вольт-амперная характеристика которого широко известна. Главной оптической характеристикой является зависимость выходной оптической мощности от тока, протекающего через p-n-переход. Таким образом, необходимая часть абсолютно любого драйвера излучающего диода — источник тока. Функциональность источника тока (диапазон, стабильность, модуляция и прочее) напрямую задаёт функцию оптической мощности. Помимо поддержания нужного уровня средней мощности в лазерах с активным охлаждением драйвер должен обеспечивать управление охладителем. Структурно управление током диода и охлаждением может быть как одним устройством, так и двумя отдельными устройствами. Важным свойством драйвера является также тип корпуса лазерного диода, который он поддерживает.